# 焦书科
焦书科（1929年—），男，中国高分子化学家、化学教育家，曾任北京化工大学应用化学系主任、教授，中国化学会理事。